# Vescovo di Coventry

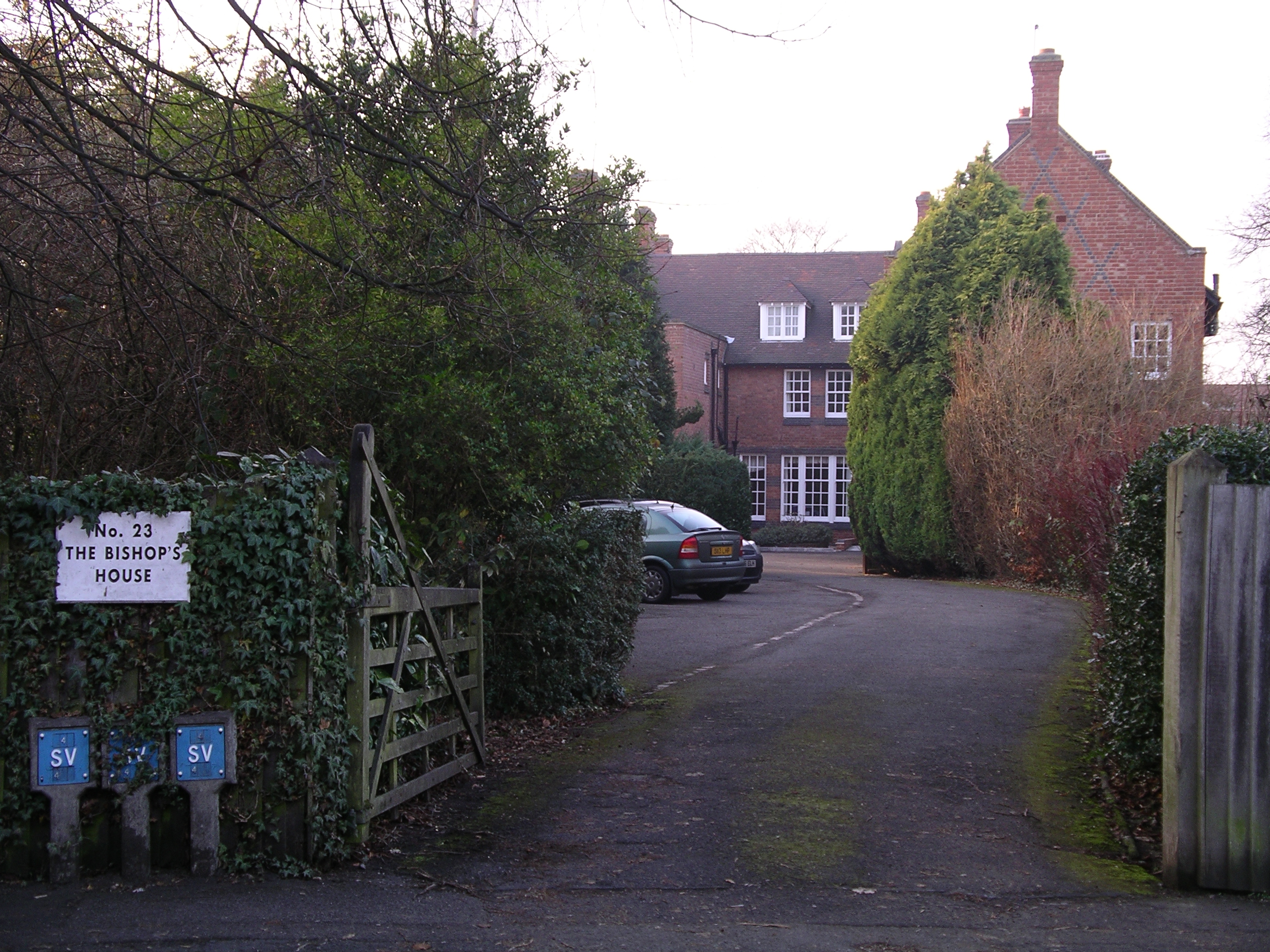
Vescovado, Coventry.

Il vescovo di Coventry è l'ordinario della diocesi di Coventry nella provincia di Canterbury. Nel medioevo, il vescovo di Coventry era un titolo usato dal vescovo conosciuto oggi come il vescovo di Lichfield. 
L'attuale diocesi copre la maggior parte della contea di Warwickshire. La sede è nella città di Coventry presso la chiesa cattedrale di San Michele. La casa del vescovo è la Bishop's House, a Coventry.

## Storia
Dal 1102 al 1238, l'ex priorato benedettino e cattedrale di Santa Maria nella città era la sede dei primi vescovi di Coventry (precedentemente conosciuto come vescovo di Chester o di Lichfield). È stato, in seguito, una delle due sedi del vescovo di Coventry e Lichfield fino alla Riforma del 1530, quando la cattedrale di Coventry fu demolita e la sede vescovile si trasferì a Lichfield, anche se il titolo è rimasto come vescovo di Lichfield e Coventry fino al 1837, quando Coventry fu unita con la diocesi di Worcester.

## Vescovo della diocesi moderna
La diocesi rinacque nel 1918 sotto re Giorgio V quando la chiesa parrocchiale di San Michele è stata elevata cattedrale. La cattedrale venne bombardata dalla Luftwaffe nella notte del 14 novembre del 1940 e rimangono oggi le rovine adiacenti alla nuova cattedrale consacrata il 25 maggio 1962. L'ottavo vescovo di Coventry fu Colin Bennetts, si dimise il 31 gennaio 2008.
Christopher Cocksworth venne ordinato e consacrato come nono vescovo di Coventry il 3 luglio 2008 nella cattedrale di Southwark. Venne nominato e ricevuto nella diocesi durante una funzione nella cattedrale di Coventry il 1º novembre del 2008.Cocksworth è stato precedentemente Preside di Ridley Hall, parte della Cambridge Federation of Theological Colleges.
| Vescovi di Coventry | Vescovi di Coventry | Vescovi di Coventry    | Vescovi di Coventry     |
| Dal                 | Al                  | Vescovo                | Note                    |
| ------------------- | ------------------- | ---------------------- | ----------------------- |
| 1918                | 1922                | Huyshe Yeatman-Biggs   | Traslato da Worcester.  |
| 1922                | 1931                | Charles Carre          | Traslato a Hereford.    |
| 1931                | 1943                | Mervyn Haigh           | Traslato a Winchester.  |
| 1943                | 1952                | Neville Gorton         |                         |
| 1952                | 1976                | Cuthbert Bardsley      | Traslato da Croydon.    |
| 1976                | 1985                | John Gibbs             | Traslato da Bradwell.   |
| 1985                | 1997                | Simon Barrington-Ward  |                         |
| 1998                | 2008                | Colin Bennetts         | Traslato da Buckingham. |
| 2008                | present             | Christopher Cocksworth |                         |
| Fonti:              |                     |                        |                         |